# Alessandro Pomposelli
Alessandro Pomposelli (Roma, 9 aprile 1961) è un allenatore di calcio a 5, ex giocatore di calcio a 5 ed ex calciatore italiano.

## Biografia
Anche la figlia Arianna, nata nel 1991, è una giocatrice di calcio a 5: cresciuta fin dall'età di 6 anni nella scuola calcio "Virtus Roma Ciampino" gestita dal padre, è arrivata a giocare in serie A con la maglia del Montesilvano.

## Carriera

### Giocatore
Iniziata la carriera come calciatore nelle giovanili della Lazio e in seguito nel Civitavecchia (Serie C2) e nell'Avezzano (Campionato Interregionale), passa poi al calcio a 5. Nella nazionale italiana di calcio a 5 ha disputato 16 gare, segnando tre reti. Come massimo riconoscimento in carriera vanta la partecipazione al FIFA Futsal World Championship 1989 in cui gli azzurri sono stati eliminati nel girone del secondo turno.

### Allenatore
Terminata la carriera di giocatore, Pomposelli ha intrapreso quella di allenatore di formazioni giovanili e femminili come la Virtus Roma Ciampino e la Brillante Roma. Dal 2022 allena  e dal 2024 è direttore generale del Gap  in serie C1

## Palmarès
- Coppa Italia Primavera: 1

Lazio: 1978-1979